# バード島 (サウスジョージア)
バード島（英語: Bird Island）は、イギリスの海外領土であるサウスジョージア・サウスサンドウィッチ諸島にある島。サウスジョージア島のすぐ西にある。無人島。最高点はRoché Peak。